# Mixita
La mixita es un mineral  del grupo VII (arseniatos) según la clasificación de Strunz. Es un arseniato hidratado de cobre y bismuto que cristaliza en el sistema hexagonal. Se forma en la zona de oxidación de los yacimientos de cobre y bismuto. Fue descubierto en 1876 por el ingeniero checo Anton Mixa, cerca de J´achymov, República Checa.

## Propiedades físicas y químicas
Es un arseniato básico hidratado de cobre y bismuto, de fórmula BiCu6(AsO4)3(OH)6·3(H2O), cristaliza en el sistema hexagonal y es de hábito acicular y fibroso, formando agregados eferulíticos y costras. Es de color verdoso.

## Génesis y paragénesis
Es de génesis secundaria, originándose en la zona de oxidación de los yacimientos de cobre y bismuto, donde aparece asociado a esmaltina, bismutina, bismuto, malaquita, eritrina, etc. También está asociado a un grupo de minerales análogos, llamado grupo mixita.